# Jane cherche une situation
Jane cherche une situation (Jane in Search of Job), parfois titrée Jane trouve du travail ou Un emploi princier, est une nouvelle policière d'Agatha Christie.
Initialement publiée en août 1924 dans la revue The Grand Magazine au Royaume-Uni, cette nouvelle a été reprise en recueil en 1934 dans The Listerdale Mystery and Other Stories au Royaume-Uni. Elle a été publiée pour la première fois en France dans le recueil Douze nouvelles en 1963.

## Résumé
En consultant les petites annonces du Daily Leader, Jane Cleveland, au chômage, tombe sur une annonce par laquelle on indique rechercher une jeune femme de 25 à 30 ans, blonde, les yeux bleus, le nez droit, longue et mince, 1m70 environ, avec des talents d'imitation et une bonne maîtrise du français. Répondant à tous les critères, Jane se rend au lieu et à l'heure indiqués dans l'annonce.
Elle est reçue par un homme qui procède à un premier tri des nombreuses candidates. Elle est sélectionnée pour la suite du « casting ». En fin de compte, elle est choisie par celui qui a passé l'annonce. Elle apprend alors qu'il s'agissait de trouver une « doublure » de la Grande duchesse Pauline, qui a fui un pays d'Europe de l'Est, sans doute la Russie (« Ostrova » dans le roman) dont les dirigeants ont été massacrés par les communistes. Craignant un attentant des services communistes, on a pensé à remplacer pendant une quinzaine de jours la grande duchesse : ce sera Jane qui prendra sa place. 
La première activité au cours de laquelle elle sera la doublure de la grande duchesse sera une vente de charité durant laquelle des bijoux de prix seront exposés à la vue du public...

## Personnages
- Jane Cleveland
- Colonel Kranine
- Feodor Alexandrovitch
- Princesse Poporensky
- Comte Streptitch
- Grande duchesse Pauline
- Inspecteur Farrell

## Publications
Avant la publication dans un recueil, la nouvelle avait fait l'objet de publications dans des revues :
- en août 1924, au Royaume-Uni, dans le no 234 de la revue The Grand Magazine[1].

La nouvelle a ensuite fait partie de nombreux recueils :
- en 1934, au Royaume-Uni, dans The Listerdale Mystery and Other Stories[1] (avec 11 autres nouvelles) ;
- en 1948, aux États-Unis, dans The Witness for the Prosecution and Other Stories[1] (avec 10 autres nouvelles) ;
- en 1963, en France, dans Douze nouvelles, recueil réédité en 1968 sous le titre « Le Mystère de Listerdale » (adaptation du recueil de 1934) ;
- en 1982, au Royaume-Uni, dans The Agatha Christie Hour (avec 9 autres nouvelles) ;
- en 1983, en France, sous le titre « Un emploi princier », dans Dix brèves rencontres (adaptation du recueil de 1982).

## Adaptation
- 1982 : The Girl in the Train, épisode de la série télévisée The Agatha Christie Hour.